# Zoom 8

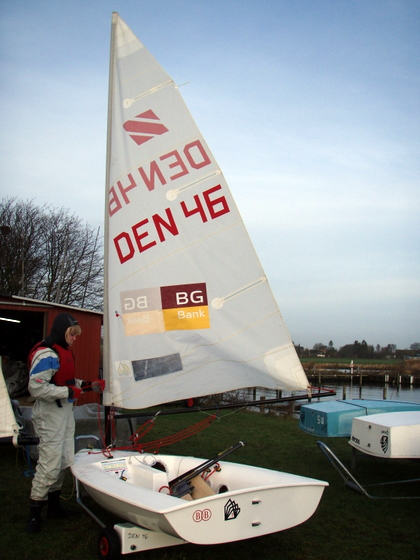
Zoom 8

Zoom 8 är en enmansjolle med ett storsegel konstruerad av finlandssvensken Henrik Segercrantz. Zoom 8:an ses ofta som ett framgångsrikt mellansteg mellan Optimistjollen och större och mer fysiskt krävande båtar. Efterfrågan på en båt att fylla gapet efter Optimisten har funnits länge och flera försök har gjorts att fylla det, men Zoom 8:an är det enda av dessa försök som har haft betydande framgång i Sverige.
Svenska Zoom 8-förbundet betonar att Zoom 8:an är en rolig, säker båt och så enkel att även nybörjare ska kunna segla den. Ytterligare fördelar som betonas är att klassen har strikta regler, vilket ska skapa rättvisare seglingar och mindre risk för ”pryljakt”.  
1995 turnerade flera Zoom 8:or runt bland jolleklubbar i Sverige och redan 1999 hölls ett Nordiskt mästerskap. 2000 godkändes klassen av Svenska seglarförbundet. 2003 hölls JRM i Hudiksvall. Från och med 2005 har klassen SM-status. Sverige är en ledande nation i Zoom 8, med flera VM- och EM-titlar. 2012 respektive 2011 blev BooSS seglarna Simon Weideskog och Pontus Dahl världsmästare (Simon Weideskog i Saltsjöbaden, Sverige 2012 och Pontus Dahl i Hangö, Finland 2011). Charlie Ekberg, Värmdö och Fredrik Schramm är tidigare Zoom 8 seglare som rönt stora internationella framgångar.  
Jonathan Åhlander är klasstränare sedan 2012.
Svenska mästare är: 
JSM 2021 Alexander Hargefors, SWE 424, KKF 
JSM 2020 Alexander Hargefors, SWE 424, KKF 
JSM 2019 Wiliam Karlsson, SWE 230, STSS 
JSM 2018 Wilhelm Enjin, SWE 201, LBS/Ssp 
JSM 2013 Simon Weideskog, SWE 201, Boo SS
JSM 2012 Erik Lindén, SWE 185, NäBK
JSM 2011 Pontus Dahl, SWE 194, Boo SS
JSM 2010 Christian Knaack, SWE 183, RÅSS
JSM 2009 Hanna Johansson, SWE 193, RÅSS
JSM 2008 Marcus Höglander, SWE 101, VJS